# Таджин, Нуреддин
Нуреддин Таджин (араб. نور الدين طاجين‎; род. 10 мая 1963, Константина) — алжирский легкоатлет, выступавший в барьерном беге. Участник летних Олимпийских игр 1988 года, чемпион Африки 1988 года, серебряный призёр чемпионата Африки 1989 года, серебряный призёр Всеафриканских игр 1991 года.

## Биография
Нуреддин Таджин родился 10 мая 1963 года в алжирском городе Константина.
Трижды становился чемпионом Магриба в беге на 110 метров с барьерами: в 1983 году в Касабланке (14,10 секунды), в 1986 году в Тунисе (13,90) и в 1990 году в Алжире (13,80).
Трижды выигрывал медали Панарабских игр в беге на 110 метров барьерами: серебро в 1987 году в Алжире (14,25), золото в 1989 году в Каире (13,70) и в 1992 году в Латакии (13,89).
В 1988 году вошёл в состав сборной Алжира на летних Олимпийских играх в Сеуле. В беге на 110 метров с барьерами занял в 1/8 финала 5-е место с результатом 14,36, в четвертьфинале — 8-е место с результатом 14,35, уступив 0,38 секунды попавшему в полуфинал с 4-го места Алену Кёйперсу из Бельгии. Был знаменосцем сборной Алжира на церемонии открытия Олимпиады.
Дважды выигрывал медали чемпионата Африки в беге на 110 метров с барьерами: золото в 1988 году в Аннабе (14,33) и серебро в 1989 году в Лагосе (14,18).
В 1991 году завоевал серебряную медаль Всеафриканских игр в Каире (14,17).

## Личный рекорд
- Бег на 110 метров с барьерами — 13,87 (14 июня 1990, Алжир)[3]